# His Band and the Street Choir
Albums de Van Morrison
Moondance
(1970) Tupelo Honey
(1971)
His Band and the Street Choir est le 4e album studio de Van Morrison sorti en novembre 1970.
À l'origine, l'idée de Van Morrison était de faire un disque a cappella. Pour cela, il forma un groupe de chanteurs, le Street Choir, afin de pouvoir interpréter ses nouvelles chansons en s'accompagnant éventuellement d'une guitare. Mais il ne put le réaliser comme il le souhaitait, et après avoir assemblé un chœur féminin comprenant entre autres sa femme Janet Planet, le chanteur finit par trouver les principaux collaborateurs qui formèrent plus tard ce que beaucoup considèrent comme le meilleur groupe que Van Morrison ait jamais eu, le Caledonia Soul Orchestra.
L'échec de ce projet peut sans doute être en partie imputé à sa maison de disques d'alors, Warner Music Group, qui lui demandait de produire des succès. Ce que fit Van Morrison (il était encore jeune... - plus tard, il n'écoutera plus personne, et surtout pas ses maisons de disques !) en fournissant trois simples extraits de son album His Band and the Street Choir, Domino (9e au classement des meilleures ventes US), Blue Money (23 US) et Call Me Up In Dreamland (95 US).
Musicalement, l'album est un peu une radicalisation de Moondance, avec des chansons subissant plus directement encore les influences américaines de Van Morrison comme le rhythm and blues (Give Me a Kiss, Blue Money, Sweet Jannie), la soul (If I Ever Needed Someone) ou le funk (I've Been Working). De plus, ce disque est d'un optimisme plus débordant encore que Moondance. Quelques dialogues en studio conservés entre les chansons laisse supposer une ambiance détendue dans les studios, que les photographies de la pochette (vie communautaire entre les familles des musiciens, hippie style en plein Woodstock) tendent à confirmer. Ce trop plein de rose rebutera parfois les fans du chanteur (et lui-même aussi, d'ailleurs), pour qui rien ne peut surpasser la voix de Van lorsqu'elle explore des émotions plus douloureuses. Pourtant, pourquoi refuser ?
Commentaire de Van Morrison :
"Je ne crois vraiment pas que cet album exprime grand-chose. Je voulais faire un disque a cappella avec peut-être une guitare, mais ça n'a pas marché ; c'est devenu bizarre. A un moment, j'ai perdu le contrôle de cet album. Quelqu'un s'en est emparé, et de la pochette et de toute cette merde pendant que j'étais sur la côte ouest. Je préfère ne pas penser à ce disque parce qu'il ne montre pas ce que je ressentais. On était sur mon dos pour me faire dire quelque chose en sachant que c'était faux. Quelques chansons furent des tubes mais l'album ne se vendit pas bien et j'en suis très content."
Les crédits de la pochette sont signés Janet Planet.
L'album a atteint la 32e place du top US.

## Contenu de l'album
Toutes les chansons sont écrites et composées par Van Morrison.
| Tupelo Honey | Tupelo Honey             | Tupelo Honey | Tupelo Honey | Tupelo Honey | Tupelo Honey | Tupelo Honey | Tupelo Honey | Tupelo Honey | Tupelo Honey |
| No           | Titre                    | Durée        |              |              |              |              |              |              |              |
| ------------ | ------------------------ | ------------ | ------------ | ------------ | ------------ | ------------ | ------------ | ------------ | ------------ |
| 1.           | Domino                   | 3:06         |              |              |              |              |              |              |              |
| 2.           | Crazy Face               | 2:56         |              |              |              |              |              |              |              |
| 3.           | Give Me a Kiss           | 2:30         |              |              |              |              |              |              |              |
| 4.           | I've Been Working        | 3:25         |              |              |              |              |              |              |              |
| 5.           | Call Me Up In Dreamland  | 3:52         |              |              |              |              |              |              |              |
| 6.           | I'll Be Your Lover, Too  | 3:57         |              |              |              |              |              |              |              |
| 7.           | Blue Money               | 3:40         |              |              |              |              |              |              |              |
| 8.           | Virgo Clowns             | 4:10         |              |              |              |              |              |              |              |
| 9.           | Gypsy Queen              | 3:16         |              |              |              |              |              |              |              |
| 10.          | Sweet Jannie             | 2:11         |              |              |              |              |              |              |              |
| 11.          | If I Ever Needed Someone | 3:45         |              |              |              |              |              |              |              |
| 12.          | Street Choir             | 4:53         |              |              |              |              |              |              |              |
| 40:42        |                          |              |              |              |              |              |              |              |              |

## Musiciens
- Van Morrison: chant, guitare acoustique, harmonica, saxophone ténor dans "Crazy Face" et "Call Me Up In Dreamland"
- John Platania: guitares acoustique, et électrique, mandoline
- John Klingberg: basse
- Alan Hand: piano, orgue, célesta
- Keith O.Johnson: trompette, orgue Hammond
- Jack Schroer: piano, saxophones soprano, alto, et baryton
- Emily Houston, Judy Clay et Jackie Verdell : chœurs dans "If I Ever Needed Someone"
- The Street Choir : Janet Planet, Martha Velez, Larry Goldsmith, Ellen Schroer, Andrew Robinson, David Shaw : chœurs
- Dahaud Elias Shaar : batterie, percussion, clarinette basse, chœur

Produit et composé dans sa totalité par Van Morrison.
Assistant producteur : Dahaud Elias Shaar